# Liste der Kulturgüter in Walterswil SO
Die Liste der Kulturgüter in Walterswil SO enthält alle Objekte in der Gemeinde Walterswil im Kanton Solothurn, die gemäss der Haager Konvention zum Schutz von Kulturgut bei bewaffneten Konflikten, dem Bundesgesetz vom 20. Juni 2014 über den Schutz der Kulturgüter bei bewaffneten Konflikten sowie der Verordnung vom 29. Oktober 2014 über den Schutz der Kulturgüter bei bewaffneten Konflikten unter Schutz stehen.
Objekte der Kategorie A sind im Gemeindegebiet nicht ausgewiesen, Objekte der Kategorie B sind vollständig in der Liste enthalten, Objekte der Kategorie C fehlen zurzeit (Stand: 1. Januar 2023).

## Kulturgüter
| Foto |                                                                                          | Objekt                                                       | Kat. | Typ | Standort                            | Beschreibung |
| ---- | ---------------------------------------------------------------------------------------- | ------------------------------------------------------------ | ---- | --- | ----------------------------------- | ------------ |
| ja   | Datei hochladen · Wikidata zu Katholische Kirche St. Josef (Q29881383)                   | Katholische Kirche St. Josef KGS-Nr.: 04754                  | B    | G   | Rothackerstrasse 18 640293 / 242053 |              |
| BW   | Datei hochladen · Wikidata zu Schlossrain, Erdwerk unbekannter Zeitstellung (Q115222964) | Schlossrain, Erdwerk unbekannter Zeitstellung KGS-Nr.: 10039 | B    | F   | 641000 / 243020                     |              |